# David Muirhead
David Muirhead (ou David Thomson Muirhead), né le 19 mars 1867 à Cramond, Écosse et mort le 2 avril 1930 à Hove, Angleterre, est un peintre britannique,. Il ne doit pas être confondu avec son contemporain David Muirhead Bone (1876-1953), autre peintre britannique.

## Biographie
David Muirhead naît le 19 mars 1867 à Cramond dans la banlieue d’Édimbourg, Écosse. Il est le fils de John Muirhead, un maître d’œuvre, et de son épouse Jesse née Brown, tous deux mariés le 14 novembre 1856 dans la même ville. Il est le frère du peintre et graveur John Muirhead (1863-1927),.

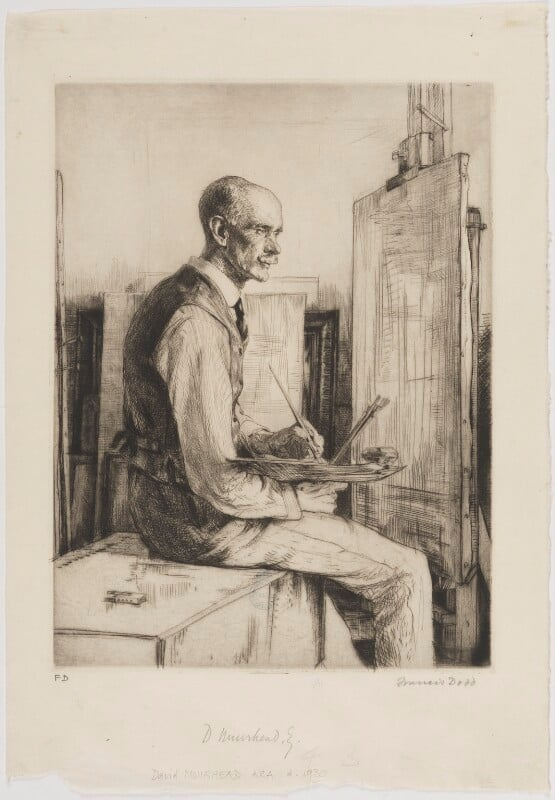
Portrait par Francis Dodd (1915). Pointe sèche, National Portrait Gallery, Londres.

Il suit d’abord une formation d'architecte sous la direction d’Arthur George Sydney Mitchell, puis étudie la peinture à la Trustees’ Academy (devenue ensuite la Royal Scottish Academy), sous l’égide de James Lawton Wingate et William Hole. Il s’installe  à Londres en 1894 et continue sa formation à la Westminster School of Art sous la direction de Frederick Brown, et dans les écoles de la Royal Academy,. À partir de 1901 et au moins jusqu’en 1911, il réside au 132 Cheyne Walk à Chelsea, Londres.
David Muirhead est surtout connu pour des aquarelles de paysages anglais et gallois, son terrain de prédilection étant les berges de la Tamise, de la Wye et de la Medway, ainsi que les marais et les estuaires du Suffolk et de l'Essex. On lui doit également de nombreux portraits.

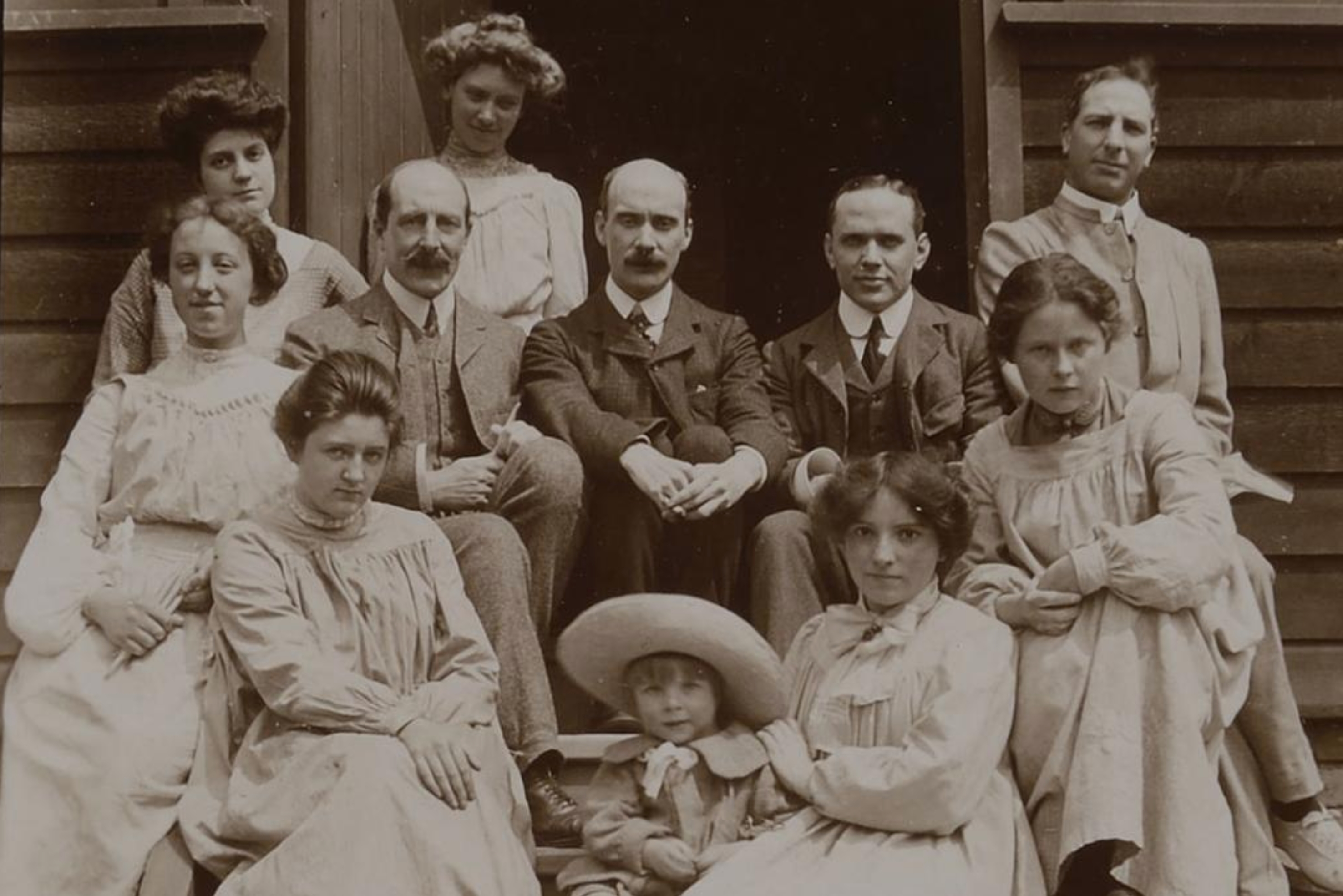
Les enseignants et étudiants du Liverpool Art Sheds en 1904. Enseignants hommes, de g. à d. : Charles John Allen, David Muirhead, Charles Herbert Reilly, James Herbert MacNair. Photographie par Mary 'Bee' Phillips, National Museums Liverpool.

Artiste décrit comme prolifique, il expose dans de nombreuses galeries incluant la Agnew & Sons Gallery, la Beaux Arts Gallery, Colnaghi, la Fine Art Society, ou la Royal Society of British Artists. En 1907, il présente près de cinquante de ses œuvres lors d’une exposition rétrospective à la Chenil Gallery de Chelsea,,.
Il devient membre du New English Art Club en 1900, sociétaire de la Royal Watercolour Society en 1924 et sociétaire de la Royal Academy of Arts en 1928,  ; il fait également partie des membres de la Society of 25 Painters au moins à partir de 1907, et, en 1910, est l'un des membres fondateurs de la National Portrait Society.
En tant qu’enseignant, il succède en 1904 à Augustus John à la Liverpool University School of Architecture and Applied Art (Art Sheds), et est réputé pour être sensible aux opinions progressistes de ses étudiants,,.
David Muirhead meurt le 2 avril 1930 au 7 Wilbury Road à Hove, ville balnéaire de la côte du Sussex, et est inhumé auprès de ses parents et de deux de ses frères et sœurs au cimetière Warriston à Édimbourg.

## Galerie

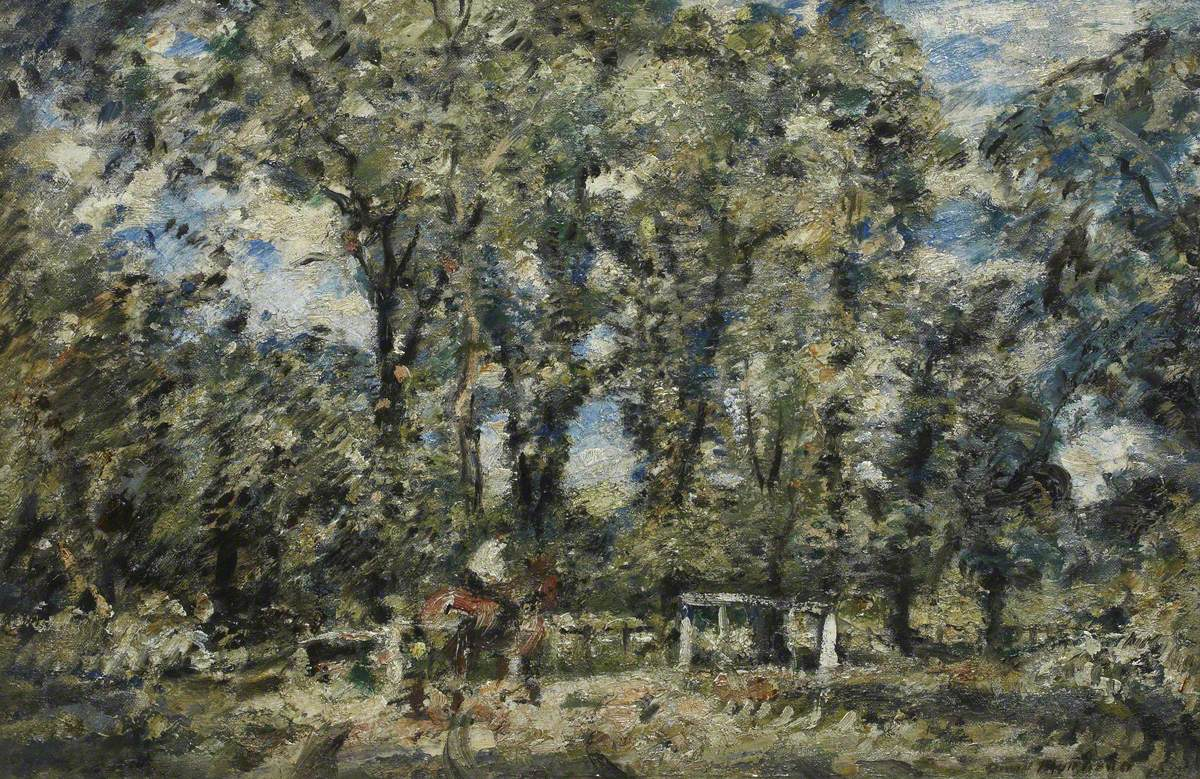
Woodland Scene (1918) Kirkcaldy Galleries, Kirkcaldy.
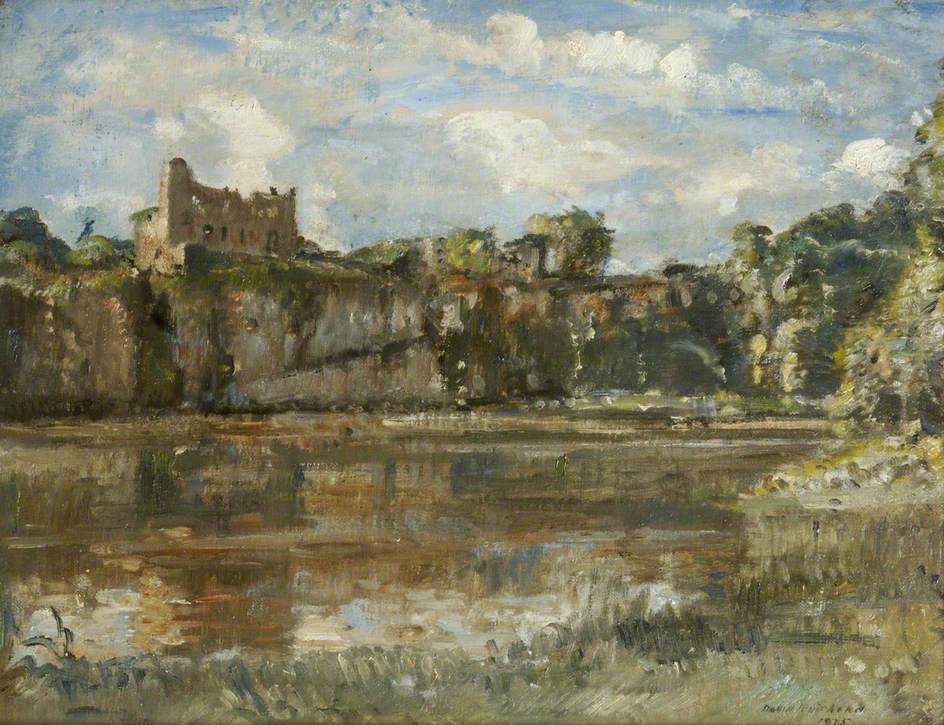
Chepstow Castle (1925) Ashmolean Museum, Oxford.
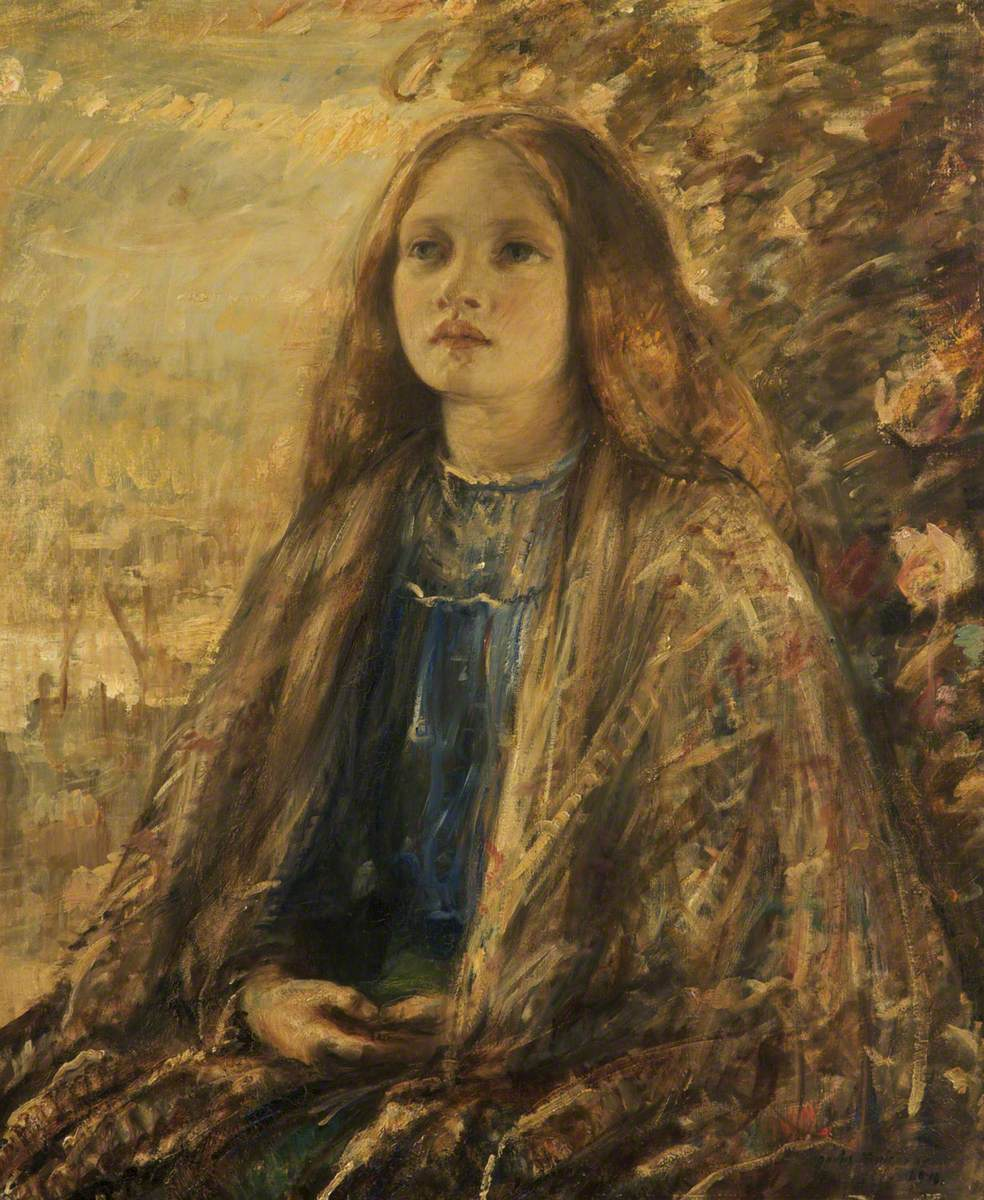
Portrait of a Girl (1916) Bolton Museum, Bolton.
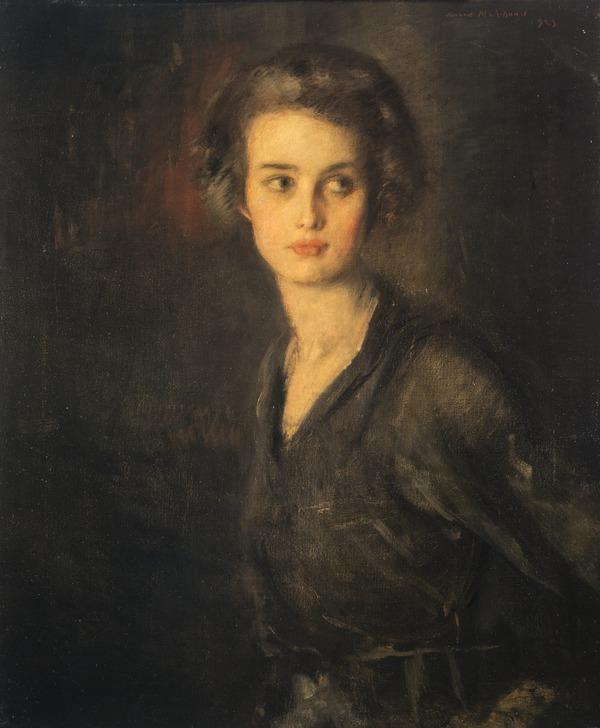
Portrait of a Lady (1923) National Gallery of Scotland, Édimbourg.